# Verlinghem
Verlinghem [vɛʁlɛ̃ɡɛm] est une commune française située dans le département du Nord, en région Hauts-de-France. Elle fait partie de la Métropole européenne de Lille.

## Géographie

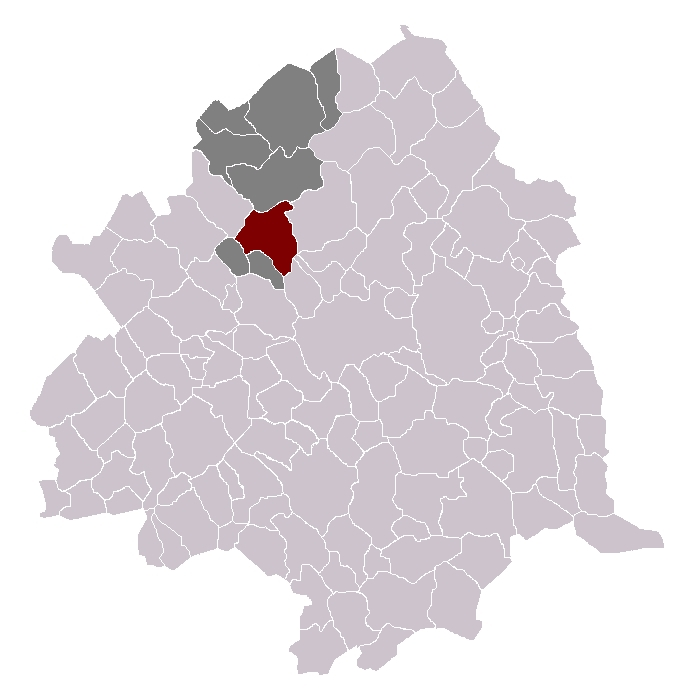
Verlinghem dans son canton et son arrondissement

### Communes limitrophes
| Frelinghien | Quesnoy-sur-Deûle |                                  |
|             | Verlinghem        | Wambrechies                      |
| Pérenchies  | Lompret           | Saint-André-lez-Lille Lambersart |

### Hydrographie

#### Réseau hydrographique
La commune est située dans le bassin Artois-Picardie. Elle est drainée par le canal de la Deûle, la Becque du Corbeau, le Courant de Rostope, la Becque de prés bévin, la Becque du Plaquet, la Becque Meurisse, le Corbeau, les Muchaux, les Peupliers et divers autres petits cours d'eau,.
Le canal de la Deûle est un canal, chenal navigable, d'une longueur de 59 km, prend sa source dans la commune de Douai et se jette  dans la Lys à Deûlémont, après avoir traversé 40 communes. Les caractéristiques hydrologiques du canal de la Deûle sont données par la station hydrologique située sur la commune. Le débit moyen mensuel est de 8,05 m3/s. Le débit moyen journalier maximum est de 74,813 octobre 2 022 144 m3/s, atteint le 20 mai 2008.

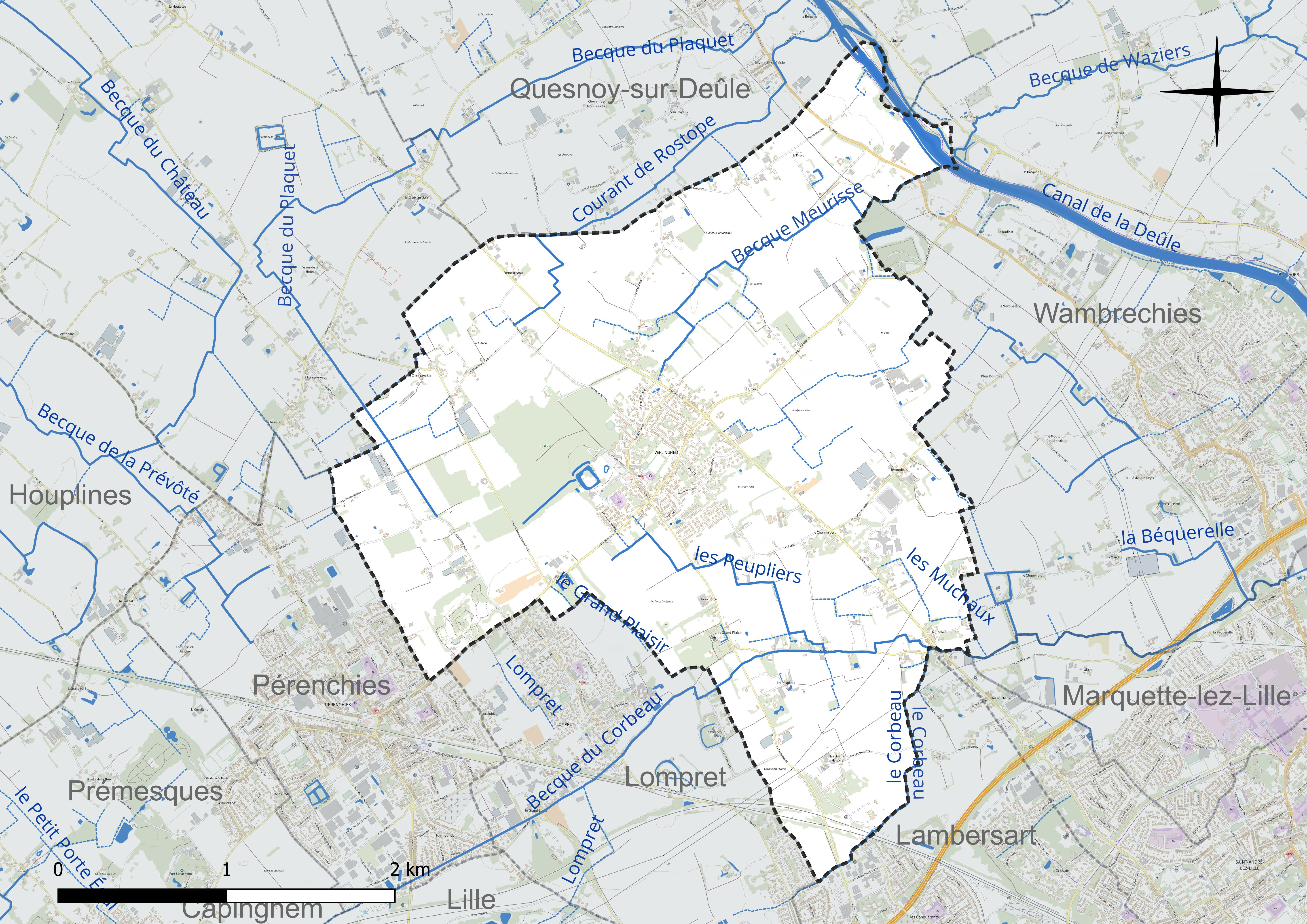
Réseau hydrographique de Verlinghem.

#### Gestion et qualité des eaux
Le territoire communal est couvert par le schéma d'aménagement et de gestion des eaux (SAGE) « Marque Deûle ». Ce document de planification concerne un territoire de 1 120 km2 de superficie, délimité par les bassins versants de la Marque et de la Deûle, formant une vaste cuvette sédimentaire de 40 km de long et de 25 km de large, où la pente est très faible. Le périmètre a été arrêté le 2 décembre 2005 et le SAGE proprement dit a été approuvé le 9 mars 2020. La structure porteuse de l'élaboration et de la mise en œuvre est la Métropole européenne de Lille.
La qualité des cours d'eau peut être consultée sur un site dédié géré par les agences de l'eau et l'Agence française pour la biodiversité.

### Climat
Pour des articles plus généraux, voir Climat des Hauts-de-France et Climat du Nord.
En 2010, le climat de la commune est de type climat océanique dégradé des plaines du Centre et du Nord, selon une étude du CNRS s'appuyant sur une série de données couvrant la période 1971-2000. En 2020, Météo-France publie une typologie des climats de la France métropolitaine dans laquelle la commune est exposée à un climat océanique et est dans la région climatique  Nord-est du bassin Parisien, caractérisée par un ensoleillement médiocre, une pluviométrie moyenne régulièrement répartie au cours de l'année et un hiver froid (3 °C).
Pour la période 1971-2000, la température annuelle moyenne est de 10,6 °C, avec une amplitude thermique annuelle de 14 °C. Le cumul annuel moyen de précipitations est de 682 mm, avec 11,5 jours de précipitations en janvier et 9,2 jours en juillet. Pour la période 1991-2020, la température moyenne annuelle observée sur la station météorologique la plus proche, située sur la commune de Lesquin à 13 km à vol d'oiseau, est de 11,3 °C et le cumul annuel moyen de précipitations est de 740,0 mm,. Pour l'avenir, les paramètres climatiques de la commune estimés pour 2050 selon différents scénarios d'émission de gaz à effet de serre sont consultables sur un site dédié publié par Météo-France en novembre 2022.

## Urbanisme

### Typologie
Au 1er janvier 2024, Verlinghem est catégorisée ceinture urbaine, selon la nouvelle grille communale de densité à sept niveaux définie par l'Insee en 2022.
Elle appartient à l'unité urbaine de Lille (partie française), une agglomération internationale regroupant 60  communes, dont elle est une commune de la banlieue,,. Par ailleurs la commune fait partie de l'aire d'attraction de Lille (partie française), dont elle est une commune de la couronne,. Cette aire, qui regroupe 201 communes, est catégorisée dans les aires de 700 000 habitants ou plus (hors Paris),.

### Occupation des sols
L'occupation des sols de la commune, telle qu'elle ressort de la base de données européenne d'occupation biophysique des sols Corine Land Cover (CLC), est marquée par l'importance des territoires agricoles (85,4 % en 2018), en diminution par rapport à 1990 (91,7 %). La répartition détaillée en 2018 est la suivante : 
terres arables (72,8 %), zones agricoles hétérogènes (12,6 %), zones urbanisées (10,7 %), forêts (3,9 %). L'évolution de l'occupation des sols de la commune et de ses infrastructures peut être observée sur les différentes représentations cartographiques du territoire : la carte de Cassini (XVIIIe siècle), la carte d'état-major (1820-1866) et les cartes ou photos aériennes de l'IGN pour la période actuelle (1950 à aujourd'hui).

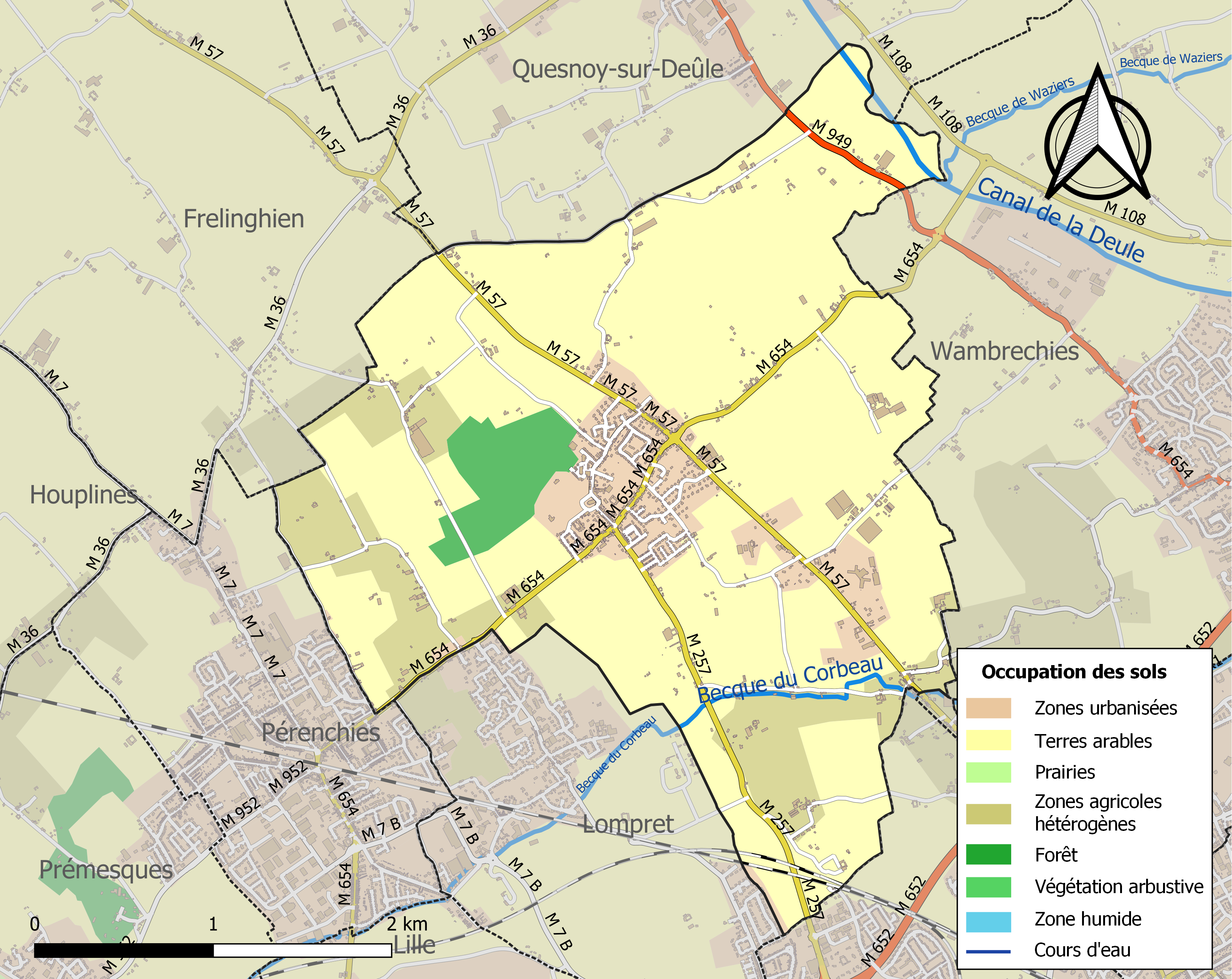
Carte des infrastructures et de l'occupation des sols de la commune en 2018 (CLC).

### Voies de communication et transports
La commune est desservie, en 2023, par la Liane 90, les lignes 51, 76, 81, 924 et par les lignes de transport à la demande 22R et 76R du réseau Ilévia.

## Toponymie
- D'un nom de personne germanique suivi du suffixe -ingen + heim[24].
- Everlingahem (1066), Evrelengehem (1076), Everlengehem (1101), Werleghehem (1144), Verlengehem (1212).
- Everlingem en flamand[25].

## Histoire
En 1066, la comtesse de Flandre Éléonore de Normandie, épouse de Baudouin IV de Flandre, abandonne ses droits sur la terre de Heverlengehem (Verlinghem) à l'église Saint-Amé de Douai (Collégiale Saint-Amé).
En 1237, il existe à Verlinghem une chapellenie dépendant du chapitre Saint-Pierre de Lille. En 1275, le chapitre va encore recevoir de Marguerite de Constantinople et Gui de Dampierre, comtes de Flandre, les droits de seigneurie sur un pré tenu du fief de Verlinghem.
Verlinghem est le siège d'une seigneurie avant la Révolution française, dont un des titulaires au XIIIe siècle  a été Philippe de Bourbourg. À côté de cette seigneurie principale, il en existait d'autres, donnant à leur possesseur le titre de seigneur.
En 1449, Grard Petitpas, fils de Jean, bourgeois de Lille, sergent de la gouvernance de Lille et de Marie Carbon, est seigneur des Oursins à Verlinghem, bourgeois de Lille le 15 avril 1449. il prend pour femme Chrétienne Marischal puis Jehanne Domessent.
Jean Petitpas, fils de Grard et de Jehanne Domessent, est seigneur des Oursins et de Duretête sur Annappes, bourgeois de Lille le15 juillet 1496. Il épouse Marie de Bailleul, dame de la Gacherie, et de la Moussonnière, fille de Baudouin et de Catherine le Sauvage.
Guillaume Petitpas, fils d'Antoine, bourgeois de Lille et de N. Bourel, petit-fils de Jean Petitpas, est seigneur des Oursins Il nait à Lannoy, devient bourgeois de Lille le 1er avril 1585, puis receveur des confiscations pour cause de troubles religieux (la contestation qui mène à la réforme protestante date du début du siècle). Il prend pour femme à Lille  le 18 février 1585 Madeleine de Fourmestraux, fille de Thierry et d'Antoinette Muette, dont postérité. Il meurt à Lille le 20 octobre 1627.
En avril 1610, Sébastien Alatruye, dit de le Vigne, est le titulaire de la seigneurie de la Haute-Anglée sur Esquermes, achetée le 4 juin 1591 pour le prix principal de 17 800 florins, de même que de celle de La Haye sur Wavrin et de Cliquenois à Verlinghem. Il bénéficie le 30 avril 1610 d'une sentence de noblesse rendue par la gouvernance de Lille, malgré l'opposition des services fiscaux (les nobles ou reconnus nobles ne payaient pas l'impôt). Il est bourgeois de Lille depuis le 4 octobre 1574. Fils de Louis, bourgeois de Lille, il épouse Hélène Leboucq, morte avant le 10 novembre 1618,.
Paul de La Grange II, seigneur de Verlenghehem et Nédonchel, est fait chevalier par lettres données le 10 janvier 1633, à Madrid. Il est rewart (magistrat chargé de la police) de la ville de Lille. Son grand-père, feu Paul de La Grange I, a été en son vivant président de la chambre des comptes et commission de renouvellement de la loi.

## Politique et administration
| Période                                  | Période                       | Identité                | Étiquette       | Qualité |
| ---------------------------------------- | ----------------------------- | ----------------------- | --------------- | --- |
| Les données manquantes sont à compléter. |                               |                         |                 | |
| 1801                                     | 1806                          | Alexandre Ghestem       |                 | Cultivateur |
| 1807                                     | 1808                          | Alexis-Joseph Delevoy   |                 | Cultivateur |
| 1808                                     | 1814                          | Henri-Constant Vervoort |                 | Propriétaire du Château blanc |
| 1814                                     | 1832                          | Philippe Coisne         |                 | Cultivateur |
| 1832                                     | 1864                          | Louis-Désiré Lambelin   |                 | Cultivateur |
| 1864                                     | 1884                          | Zacharie Ghestem        |                 | Cultivateur |
| 1884                                     | 1894                          | Pierre-Louis Melisse    |                 | Cultivateur |
| 1894                                     | 1919                          | Alix Ghestem            | Libéral         | Cultivateur Conseiller d'arrondissement (1901 → 1904) Conseiller général de Quesnoy-sur-Deûle (1904 → 1919)                                                     |
| 1919                                     | mai 1945                      | Jules Lepers            |                 | Cultivateur |
| mai 1945                                 | mars 1971                     | René Werquin            |                 | Cultivateur maraîcher |
| mars 1971                                | novembre 1991 (décès)         | Jacques Houssin (père)  | DVD puis RPR    | Ingénieur agronome, négociant en grains Député du Nord (4e circ.) (1990 → 1991) Conseiller général de Quesnoy-sur-Deûle (1970 → 1991)                           |
| novembre 1991                            | septembre 1996 (démission)    | Jean Buchet             | DVD             | Comptable |
| septembre 1996                           | mai 2020                      | Jacques Houssin (fils)  | RPR puis UMP-LR | Hôtelier Député du Nord (4e circ.) (2004 → 2005 et 2010) Conseiller général de Quesnoy-sur-Deûle (2001 → 2015) Conseiller départemental de Lambersart (2015 → ) |
| mai 2020                                 | En cours (au 16 janvier 2023) | Thierry Bonte           | SE              | Consultant, chargé d'affaires |

## Population et société

### Démographie

#### Évolution démographique
L'évolution du nombre d'habitants est connue à travers les recensements de la population effectués dans la commune depuis 1793. Pour les communes de moins de 10 000 habitants, une enquête de recensement portant sur toute la population est réalisée tous les cinq ans, les populations de référence des années intermédiaires étant quant à elles estimées par interpolation ou extrapolation. Pour la commune, le premier recensement exhaustif entrant dans le cadre du nouveau dispositif a été réalisé en 2008.

En 2022, la commune comptait 2 678 habitants, en évolution de +9,53 % par rapport à 2016 (Nord : +0,51 %, France hors Mayotte : +2,11 %).
| 1793  | 1800  | 1806  | 1821  | 1831  | 1836  | 1841  | 1846  | 1851  |
| ----- | ----- | ----- | ----- | ----- | ----- | ----- | ----- | ----- |
| 1 837 | 1 655 | 1 728 | 1 678 | 1 738 | 1 771 | 1 727 | 1 729 | 1 703 |

| 1856  | 1861  | 1866  | 1872  | 1876  | 1881  | 1886  | 1891  | 1896  |
| ----- | ----- | ----- | ----- | ----- | ----- | ----- | ----- | ----- |
| 1 667 | 1 697 | 1 686 | 1 584 | 1 579 | 1 635 | 1 553 | 1 532 | 1 548 |

| 1901  | 1906  | 1911  | 1921 | 1926  | 1931  | 1936  | 1946  | 1954  |
| ----- | ----- | ----- | ---- | ----- | ----- | ----- | ----- | ----- |
| 1 526 | 1 563 | 1 533 | 964  | 1 172 | 1 220 | 1 191 | 1 184 | 1 235 |

| 1962  | 1968  | 1975  | 1982  | 1990  | 1999  | 2006  | 2008  | 2013  |
| ----- | ----- | ----- | ----- | ----- | ----- | ----- | ----- | ----- |
| 1 225 | 1 363 | 1 729 | 1 941 | 2 182 | 2 377 | 2 312 | 2 293 | 2 303 |

| 2018  | 2022  | - | - | - | - | - | - | - |
| ----- | ----- | - | - | - | - | - | - | - |
| 2 475 | 2 678 | - | - | - | - | - | - | - |

#### Pyramide des âges
La population de la commune est relativement jeune.
En 2018, le taux de personnes d'un âge inférieur à 30 ans s'élève à 35,1 %, soit en dessous de la moyenne départementale (39,5 %). À l'inverse, le taux de personnes d'âge supérieur à 60 ans est de 23,6 % la même année, alors qu'il est de 22,5 % au niveau départemental.
En 2018, la commune comptait 1 188 hommes pour 1 287 femmes, soit un taux de 52 % de femmes, légèrement supérieur au taux départemental (51,77 %).
Les pyramides des âges de la commune et du département s'établissent comme suit.
| Hommes | Classe d’âge | Femmes |
| ------ | ------------ | ------ |
| 0,4    | 90 ou +      | 0,4    |
| 6,3    | 75-89 ans    | 8,2    |
| 16,7   | 60-74 ans    | 15,2   |
| 22,9   | 45-59 ans    | 23,2   |
| 19,0   | 30-44 ans    | 17,6   |
| 16,4   | 15-29 ans    | 15,2   |
| 18,3   | 0-14 ans     | 20,2   |

| Hommes | Classe d’âge | Femmes |
| ------ | ------------ | ------ |
| 0,5    | 90 ou +      | 1,4    |
| 5,3    | 75-89 ans    | 8,1    |
| 14,8   | 60-74 ans    | 16,2   |
| 19,1   | 45-59 ans    | 18,4   |
| 19,5   | 30-44 ans    | 18,7   |
| 20,7   | 15-29 ans    | 19,1   |
| 20,2   | 0-14 ans     | 18     |

### Enseignement
Verlinghem possède deux écoles primaires voisines : une publique, l'école Gutenberg, une privée (Sainte-Marie).

### Cultes
Le territoire de Verlinghem est intégré à la paroisse catholique Notre-Dame-des-Sources dont font également partie les communes de Lompret, Pérenchies et Prémesques. L'abbé Dominique Lemahieu en est le curé. La paroisse se trouve sur le Doyenné de la Lys et de la Deûle, lui-même faisant partie du Diocèse de Lille.

## Culture locale et patrimoine

### Monuments historiques

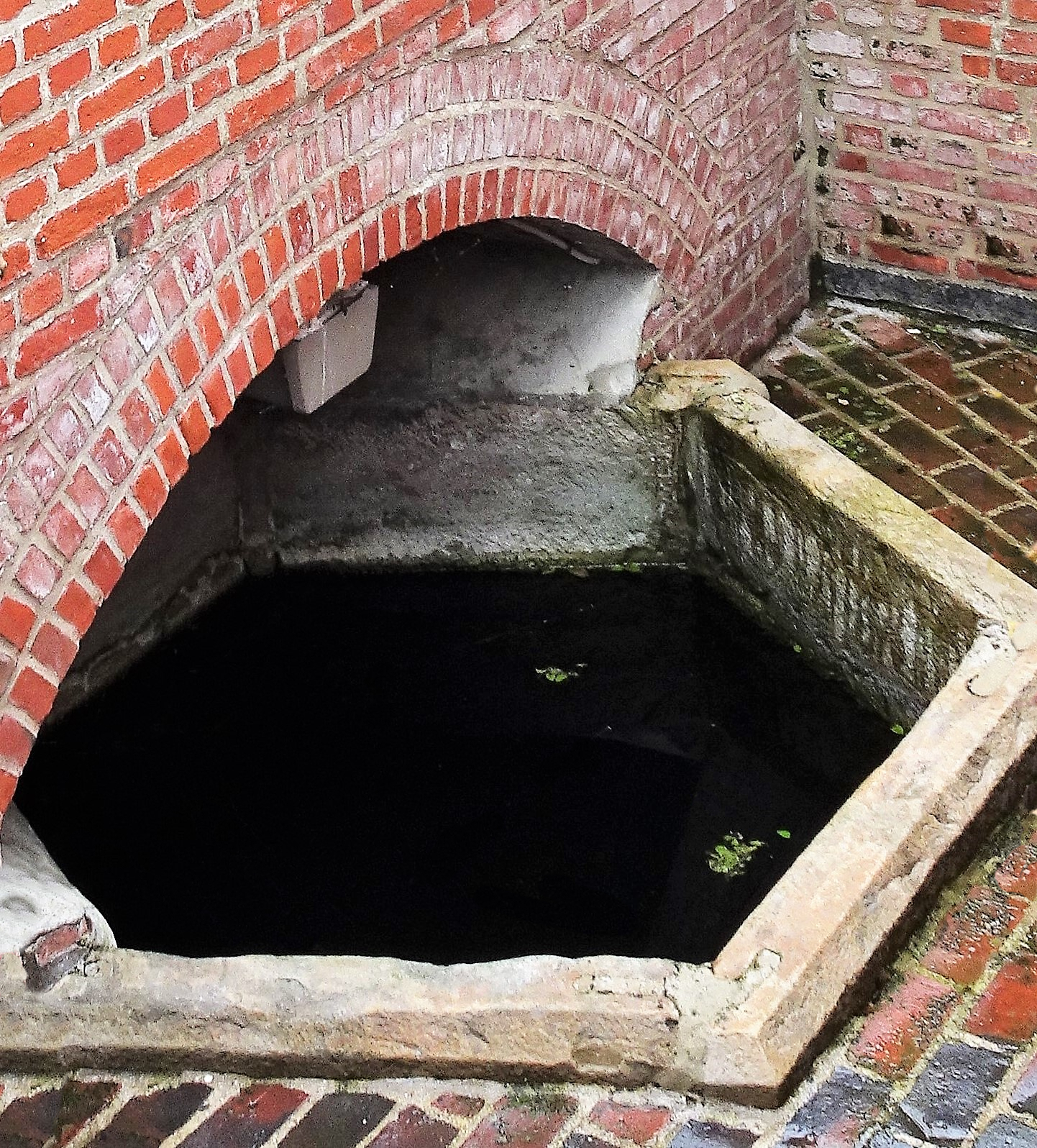
Source de la fontaine Saint-Chrysole

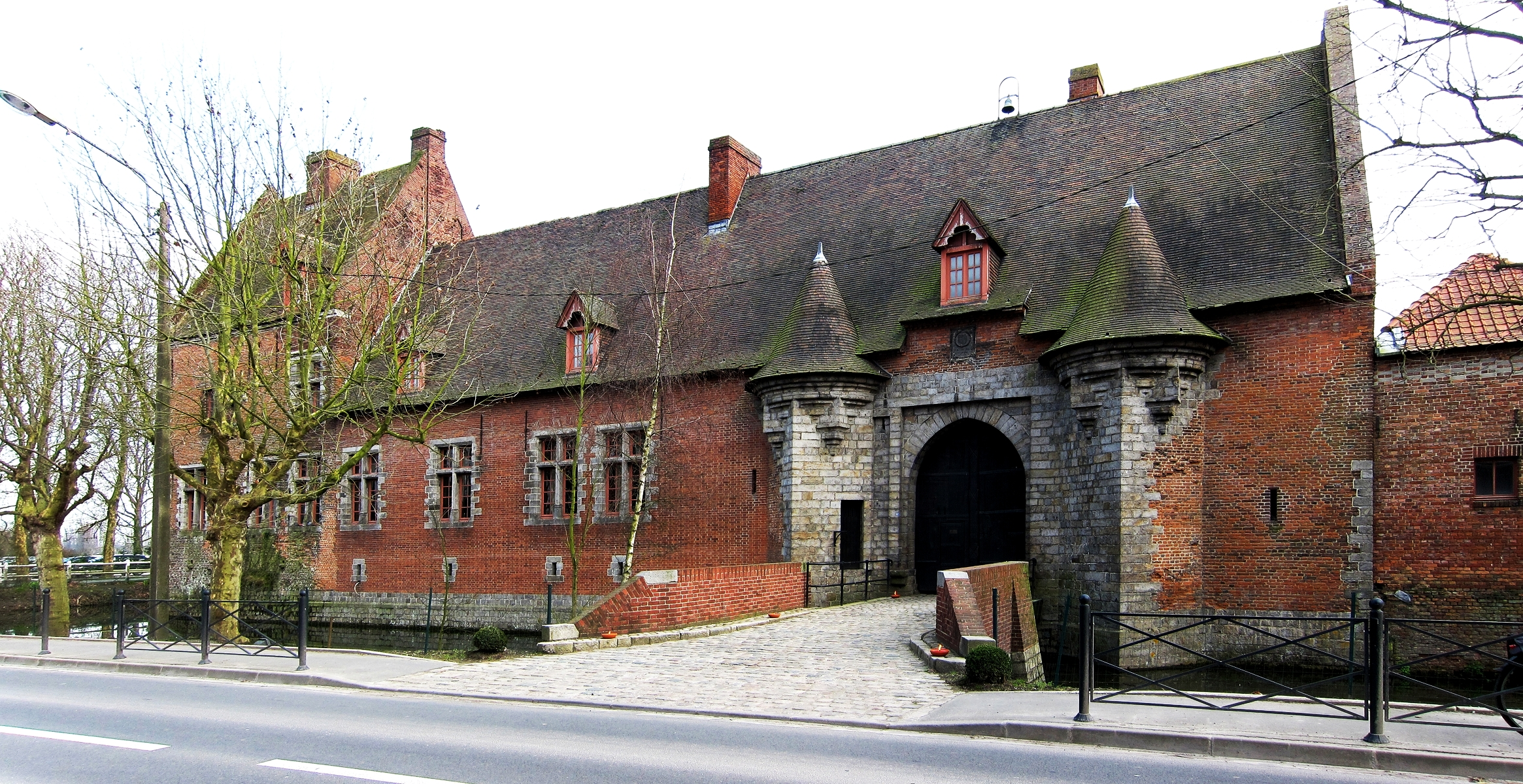
La ferme des Templiers

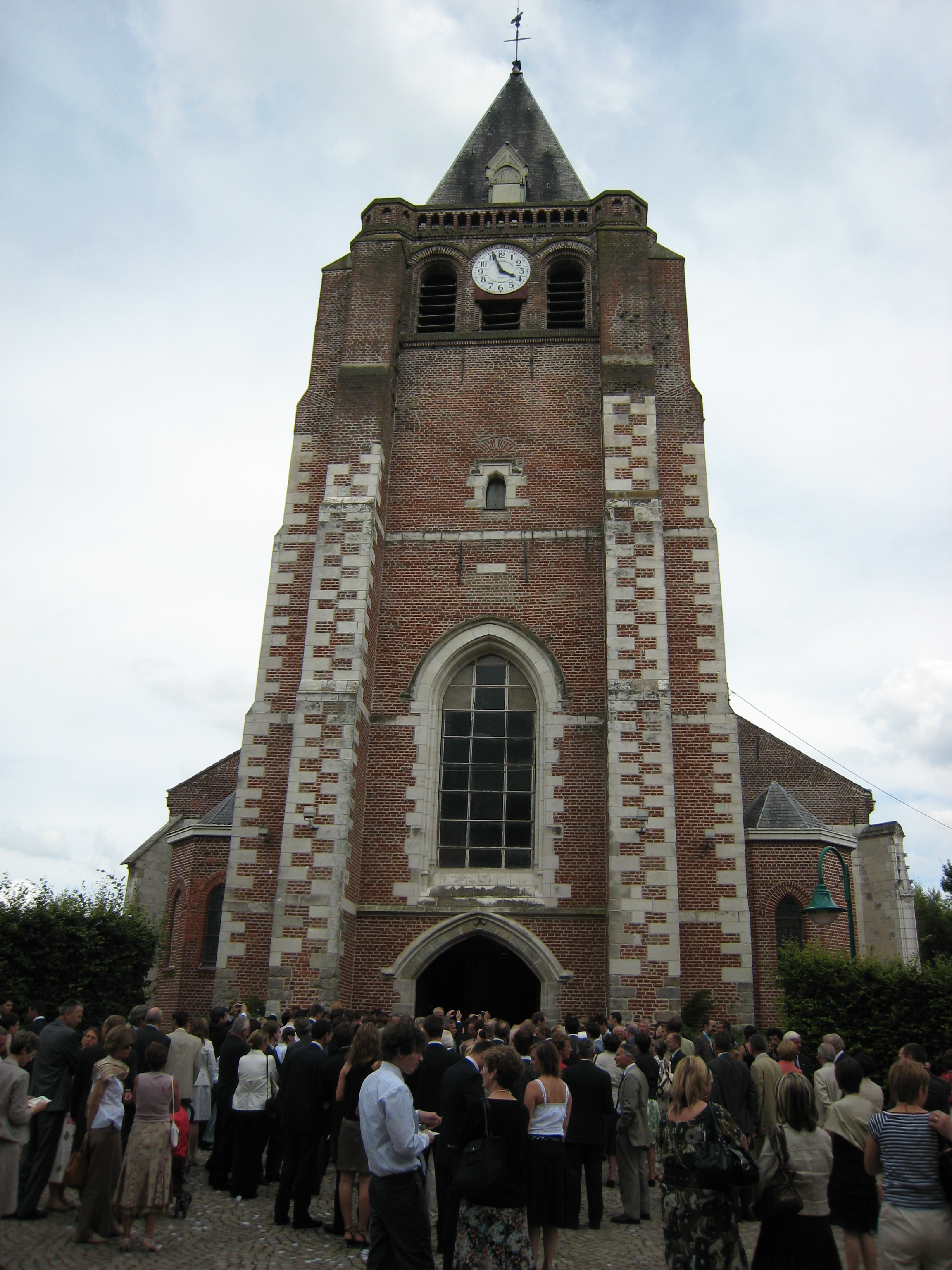
L'église Saint-Chrysole

Verlinghem possède un patrimoine historique assez riche, pour un village de cette taille, dont trois édifices classés aux Monuments Historiques :
- la fontaine Saint-Chrysole à côté de laquelle un film a été en partie tourné en mars 2006. Elle a été classée monument historique en 1920[46]. La statue du saint, donnée en 1935 par les frères Lernould, est l'œuvre du sculpteur Adolphe Masselot. La fontaine a fait l'objet d'une restauration en 2005.
- la ferme des Templiers. Malgré son nom, elle n'a jamais appartenu aux Templiers ; la confusion vient du fait que ceux-ci possédaient des terres à Verlinghem. Cependant, elle reste une remarquable ferme fortifiée, du XVIe siècle. Elle a également été classée monument historique en 1920[47].
- le porche de l'église Saint-Chrysole, le saint céphalophore du village qui aurait été martyrisé par les Romains au début du IVe siècle. Il aurait eu la boîte crânienne ouverte vers Quesnoy-sur-Deûle situé à 4 km et aurait marché jusque Verlinghem avec son crâne dans la main pour mourir à l'endroit où se dresse actuellement la fontaine qui aurait des vertus thérapeutiques.

### Autres Monuments
- Le calvaire du carrefour de la Croix - Érigé en 1898, il fut détruit pendant la Première Guerre mondiale et reconstruit par la suite. Il comprenait trois personnages dont deux ont été vandalisés en janvier 2000. Il est situé au croisement des rues de Messines et de Pérenchies.
- Le calvaire de l'église - Érigé en 1871 et détruit pendant la Première Guerre mondiale. Il est situé à l'arrière de l'église Saint-Chrysole.
- La chapelle Notre-Dame du Chêneau -  Érigée par la famille Dumez vers 1850 et détruite pendant la Première Guerre mondiale, elle a été reconstruite dans les années 1920. Elle est située au carrefour du Cheval Blanc. Elle tirerait son nom de la présence, autrefois, d'une petite chênaie.
- La chapelle Notre-Dame, dite "chapelle de la ferme d'Arras". Son existence serait antérieure à 1914. Elle constituait une halte sur le parcours des processions. Elle contient une statue de Notre-Dame de Lourdes.
- La chapelle Saint-Jean Baptiste - Vestige de l'hôpital Saint-Jean-Baptiste, autrefois géré par les échevins de la paroisse, qui logeait les indigents. Elle contient une statue du saint auquel elle est vouée.
- La chapelle Notre-Dame de Lourdes - Elle constituait autrefois une halte sur le parcours des processions. Elle est située rue de Pérenchies. Elle contient une statue de Notre-Dame de Lourdes.

### Personnalités liées à la commune
- Philippe de Bourbourg, est un grand commis au service de deux comtes de Flandre Marguerite de Constantinople et Gui de Dampierre, au XIIIe siècle, entre 1271 et 1292. Il est récompensé notamment en devenant seigneur de Verlinghem et en étant nommé chevalier.
- Pierre-Louis Jacops d'Hailly (1669-1738), conseiller-secrétaire du roi à la chancellerie du Parlement de Flandres, seigneur d'Estombes (aujourd'hui ferme des Templiers).

### Héraldique
| Blason de Verlinghem | Blason  | Écartelé, aux 1 et 4 d'argent, au lion de gueules, armé et lampassé d'azur, couronné d'or, aux 2 et 3 de gueules, à une étoile à seize rais d'argent. |
| Blason de Verlinghem | Détails | |